# Оушен-Блафф-Брант-Рок (Массачусетс)
Оушен-Блафф-Брант-Рок (англ. Ocean Bluff-Brant Rock) — переписна місцевість (CDP) в США, в окрузі Плімут штату Массачусетс. Населення — 4744 особи (2020).

## Географія
Оушен-Блафф-Брант-Рок розташований за координатами 42°6′10″ пн. ш. 70°39′30″ зх. д. / 42.10278° пн. ш. 70.65833° зх. д. (42.102834, -70.658392).  За даними Бюро перепису населення США в 2010 році переписна місцевість мала площу 11,37 км², з яких 5,63 км² — суходіл та 5,74 км² — водойми.

## Демографія
Згідно з переписом 2010 року, у переписній місцевості мешкало 4970 осіб у 2015 домогосподарствах у складі 1349 родин. Густота населення становила 437 осіб/км².  Було 2880 помешкань (253/км²).
Расовий склад населення:
| - 97,6 % — білих - 0,4 % — чорних або афроамериканців - 0,4 % — азіатів - 0,1 % — корінних американців |

До двох чи більше рас належало 0,8 %. Частка іспаномовних становила 1,0 % від усіх жителів.
За віковим діапазоном населення розподілялося таким чином: 22,0 % — особи молодші 18 років, 64,6 % — особи у віці 18—64 років, 13,4 % — особи у віці 65 років та старші. Медіана віку мешканця становила 43,6 року. На 100 осіб жіночої статі у переписній місцевості припадало 94,1 чоловіків;  на 100 жінок у віці від 18 років та старших — 91,4 чоловіків також старших 18 років.
Середній дохід на одне домашнє господарство  становив 88 554 долари США (медіана — 75 460), а середній дохід на одну сім'ю — 100 797 доларів (медіана — 82 974). Медіана доходів становила 62 422 долари для чоловіків та 48 819 доларів для жінок. За межею бідності перебувало 6,5 % осіб, у тому числі 11,7 % дітей у віці до 18 років та 2,3 % осіб у віці 65 років та старших.
Цивільне працевлаштоване населення становило 2829 осіб. Основні галузі зайнятості: освіта, охорона здоров'я та соціальна допомога — 23,9 %, мистецтво, розваги та відпочинок — 16,8 %, роздрібна торгівля — 11,4 %, науковці, спеціалісти, менеджери — 10,5 %.